# Lauren Wood
Lauren Wood (* in Pittsburgh, Pennsylvania) ist eine US-amerikanische Popsängerin und Songwriterin. Ihr größter Hit wurde 1979 Please Don't Leave.

## Biografie
Lauren Wood begann ihre Musikkarriere in den späten 1960er Jahre, als sie die Psychedelic-Rock-Band Rebecca and the Sunnybrook Farmers initiierte. Die Gruppe veröffentlichte 1969 mit Birth ein wenig beachtetes Album auf Musicor. Mit ihrer Cousine Novi Novog und dem Bassisten Ernie Emerita gründete sie wenig später unter dem Pseudonym Chunky die Gruppe Chunky, Novi & Ernie, deren Debütalbum 1974 mit dem schlichten Titel Chunky, Novi & Ernie auf Reprise erschien. Wood übernahm den Gesang und spielte Keyboard. 1977 folgte auf Warner ein weiteres nur mit dem Gruppennamen betiteltes Album.
1979 kam das nach ihr benannte Debütalbum als Solistin in die Läden, bei dem irreführend „feat. Novi & Ernie“ auf das Cover gedruckt war. Die Singleauskopplung Please Don’t Leave, mit Michael McDonald im Background, stieg in die Top 30 der Billboard Hot 100. 1981 kam das Album Cat Trick in die Läden.
In der Folgezeit wurde es ruhig um Wood. Sie schrieb Songs für andere Künstler sowie für Film- und Fernseh-Soundtracks. Zu ihren Kunden gehörten Gladys Knight, Philip Bailey, Cher, Dusty Springfield, Animotion, Tiffany, Nicolette Larson, Sammy Hagar und Montrose, Billy Preston und andere. Außerdem sang die Amerikanerin in einigen Werbespots. In den Credits zum Charthit I’d Do It All Again von Sam Harris (1986 Platz 52 in den USA) wird sie als Begleitsängerin genannt.
Einen weiteren großen Erfolg hatte Lauren Wood 1990 als Sängerin des Titels Fallen, der vom Soundtrack zum Film Pretty Woman stammte. Das Lied schaffte es im Juni 1991 in die deutschen Airplaycharts (Platz 80).
1997 gründete Wood ihr eigenes Label Bad Art Records und veröffentlichte nach langer Pause wieder ein Soloalbum, das, genau wie ihr 1979er Debüt, den Titel Lauren Wood trug. Darauf befand sich u. a. die Originalversion von Fallen. Auch das Lied Life Keeps Bringin’ Me Back to You, die Titelmusik der Serie Just Shoot Me – Redaktion durchgeknipst, wurde von Wood gesungen. 2007 erschien das vierte Soloalbum Love, Death & Customer Service.

## Diskografie

### Alben
- 1979: Lauren Wood (feat. Novi & Ernie) (Warner Bros. Records)
- 1981: Cat Trick (Warner Bros. Records)
- 1997: Lauren Wood [1997] (Bad Art Records)
- 2007: Love, Death & Customer Service (Bad Art Records, Vivid Sound Corporation)
- 2008: Rescue Records Lauren Wood, Vol 1. (Rescue – Hudson)
- 2008: Rescue Records Lauren Wood, Vol. 2 (Rescue – Hudson)

### Singles
- 1979: Please Don’t Leave
- 1979: Hollywood
- 1981: Half as Much
- 1981: Breakin’ Too Many Hearts
- 1990: Fallen